# Erik W. Grafarend
Erik Wilhelm Grafarend (* 30. Oktober 1939 in Essen; † 8. Dezember 2020 in Stuttgart) war ein deutscher Geodät und Professor der Universität Stuttgart. Er hat wesentlich zu den modernen mathematischen Methoden der Geodäsie, der Ausgleichsrechnung und der mehrdimensionalen Räume beigetragen. In Fachkreisen war er u. a. durch seine originelle Denkweise und seine extravagante Kleidung bekannt.

## Lebenslauf
Grafarend studierte bis 1964 Markscheidewesen (bergmännisches Vermessungswesen) an der Bergakademie Clausthal. Anschließend belegte er bis 1968 Geophysik und Physik. Nach der Promotion 1966 arbeitete er 1966 bis 1968 am Institut für Theoretische Physik der 1968 umbenannten Technischen Universität Clausthal und später am Institut für Theoretische Geodäsie der Universität Bonn, wo er sich 1971 habilitierte und im Folgejahr zum Professor bestellt wurde. Wichtige Stationen des Wissenschaftlers waren ferner 1972/1973 das Department of Geodetic Science der Ohio State University in Columbus (USA) und das Geodätische Institut der Universität Uppsala in Schweden. 1975 folgte er einem Ruf auf den Lehrstuhl für Astronomische und Physikalische Geodäsie der Universität der Bundeswehr München im bayerischen Neubiberg.
Ab 1980 leitete Erik W. Grafarend das Geodätische Institut der Universität Stuttgart als Nachfolger von Karl Ramsayer. Seine Hauptarbeitsgebiete waren Physikalische Geodäsie, satellitengeodätische Positionierung im Geometrie- und Schwereraum, mathematische Statistik sowie Ausgleichungsrechnung und geodätisches Netzdesign. Er veröffentlichte mehrere Bücher und weit über 200 wissenschaftliche Arbeiten.
Zu seinen Ehrungen zählen unter anderem der Bomford Prize (1975) der Internationalen Assoziation für Geodäsie, der Senior Scientist Award (1978) der US Academy of Sciences sowie Ehrendoktorwürden der Fakultät Bauingenieur- und Vermessungswesen der Universität der Bundeswehr München, der Königlich Technischen Hochschule Stockholm/Schweden (1989), der Technischen Universität Darmstadt (1996) und der Technischen Universität Budapest/Ungarn (1998).
Er war Mitglied der Leibniz-Sozietät der Wissenschaften zu Berlin und ab 2010 auswärtiges Mitglied der Finnischen Akademie der Wissenschaften.
Erik W. Grafarend war ab 2005 emeritiert, aber anschließend weiterhin in der geodätischen Forschung tätig. Zum Festkolloquium anlässlich seiner Emeritierung trugen mehrere internationale Spitzenforscher (wie Fernando Sansò und Reinhard Rummel) ebenso bei wie ehemalige Schüler Grafarends, die inzwischen zu Professoren berufen worden waren.